# Spilogona krogerusi
Spilogona krogerusi este o specie de muște din genul Spilogona, familia Muscidae. A fost descrisă pentru prima dată de Ringdahl în anul 1941. Conform Catalogue of Life specia Spilogona krogerusi nu are subspecii cunoscute.